# Louches
Louches é uma comuna francesa na região administrativa de Altos da França, no departamento de Pas-de-Calais. Estende-se por uma área de 12,83 km². Em 2010 a comuna tinha 974 habitantes (densidade: 75,9 hab./km²).